# Requests
Requests è un EP dei Beatles pubblicato in Australia il 18 giugno 1964 dalla Parlophone, con il numero di serie GEPO 70013. È seguito da More Requests! e Further Requests.

## Tracce
Lato A
1. Long Tall Sally (Johnson/Penniman/Blackwell)
2. I Call Your Name (Lennon-McCartney)

Lato B
1. Please Mister Postman (Dobbins/Garret/Gorman/Holland/Bateman)
2. Boys (Dixon-Farrel)

## Formazione
- John Lennon: voce nelle tracce 2 e 3, cori, chitarra solista nella traccia 1, chitarra ritmica
- Paul McCartney: voce nella traccia 1, cori, basso elettrico
- George Harrison: cori, chitarra acustica nella traccia 3, chitarra solista
- Ringo Starr: voce nella traccia 4, campanaccio nella traccia 2, batteria[2][3][4][5]